# الیزابت دیلر

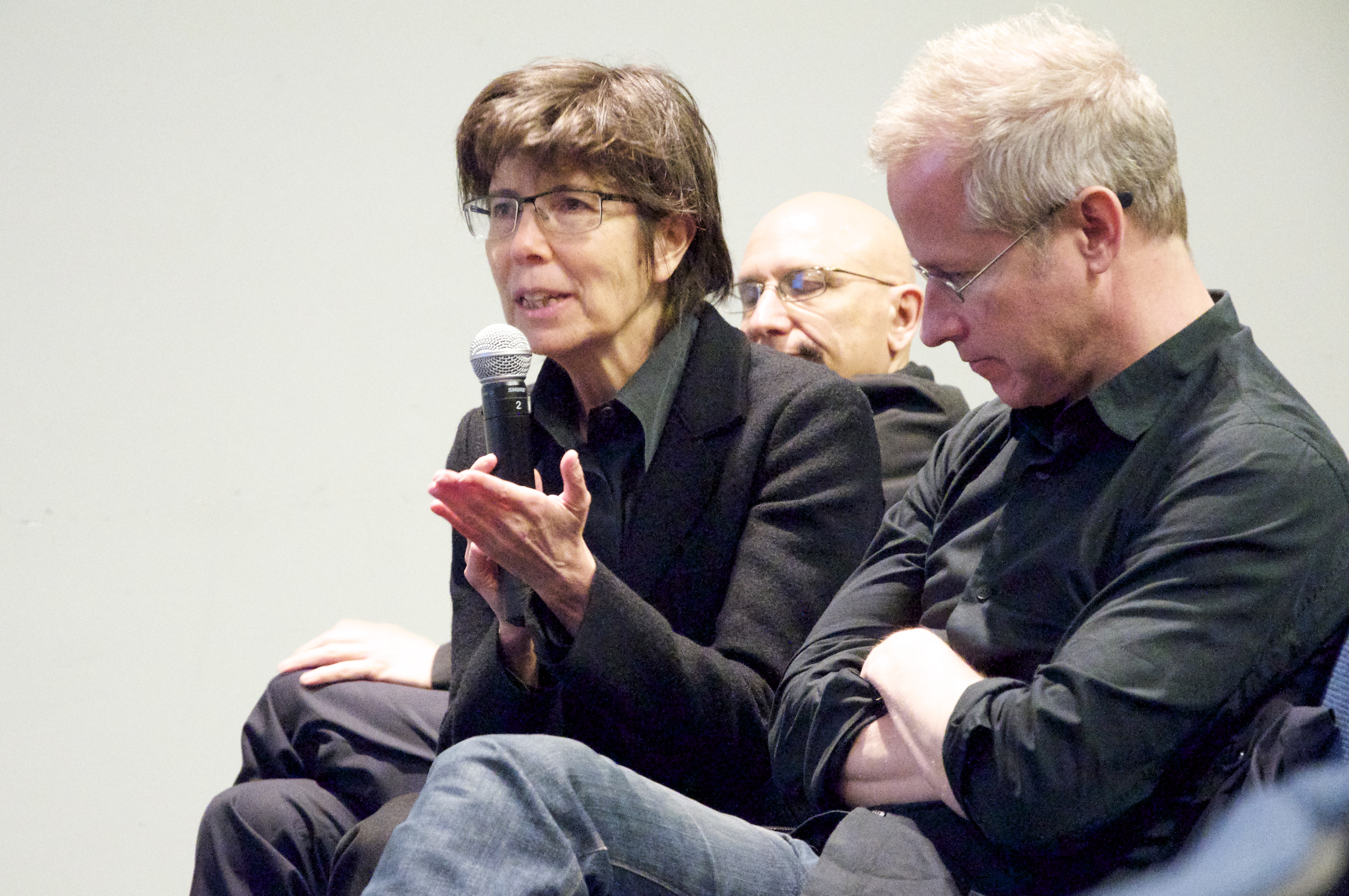
الیزابت دیلر (نفر اول از چپ) در مراسم رونمایی از کتاب Diller Scofidio + Renfro: Architecture After Images

الیزابت دیلر (انگلیسی: Elizabeth Diller؛ زادهٔ ۱ ژانویهٔ ۱۹۵۴) که به لیز دیلر نیز مشهور است، معمار آمریکایی و یکی از شرکای «دیلر اسکُفیدیو + رنفرو» است که
در سال ۱۹۸۱ توسط او و ریکاردو اسکفیدیو بنیان گذاشته شد. او همچنین استاد دانشگاه پرینستون است. دیلر در سال ۱۹۵۴ در ووچ لهستان از پدر و مادری یهودی به دنیا آمد. خانواده هنگامی که او پنج یا شش ساله بود به ایالات متحدهٔ آمریکا مهاجرت کردند.
دیلر هنگام تحصیل در کوپر یونین با ریکاردو اسکُفیدیو، که بعدها استاد او شد، آشنا شد. آن‌ها بعدها ازدواج کردند و از اوایل دههٔ ۲۰۰۰ برای کارشان با موزه‌ها و سایر موسسات فرهنگی شناخته‌شده‌اند. دیلر به عنوان یکی از تاثیرگذارترین طراحان فضاهای فرهنگی شناخته می‌شود و در سال ۱۹۹۹ نخستین بورس آموزشی معماری از بنیاد مک‌آرتور را دریافت کرده‌است. در سال ۲۰۱۸ برای دومین بار نام او در فهرست تاثیرگذارترین افراد تایم قرار گرفت و تنها معمار حاضر در آن فهرست بود.